# Brunswick-Bevern

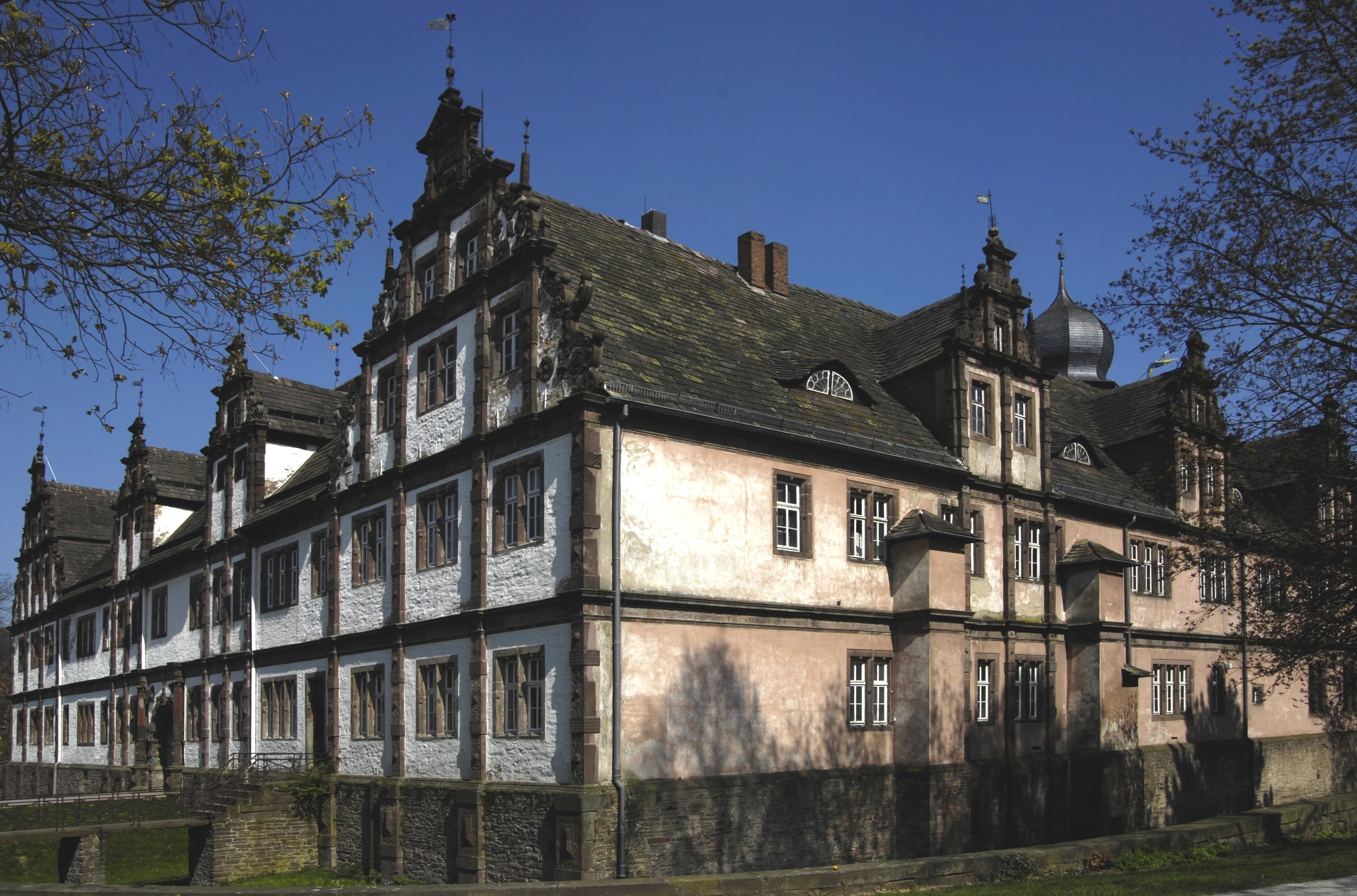
Castello di Bevern

Brunswick-Bevern fu un ducato tedesco. Esso si originava da un ramo collaterale della Casa di Brunswick, a sua volta un ramo collaterale della Casa  dei Guelfi. 

## Storia
Il suo primo membro fu Ferdinando Alberto I di Brunswick-Lüneburg (1636-1687), quarto figlio del duca Augusto il Giovane, principe regnante di Brunswick-Wolfenbüttel. Alla morte del padre, nel 1666, e dopo una lunga disputa con i fratelli maggiori, Ferdinando Alberto I ricevette in eredità il castello di Bevern, vicino a Holzminden. In cambio, dovette rinunciare a tutti i diritti e alle pretese di governare il Principato di Brunswick-Wolfenbüttel della Casa di Welfen.
Tuttavia, la linea Bevern salì al potere nel Principato di Brunswick-Wolfenbüttel quando la linea principale della giovane Casa di Brunswick si estinse con la morte del duca Luigi Rodolfo nel 1735. Ferdinando Alberto II, quarto figlio di Ferdinando Alberto I, succeduto al padre a Bevern nel 1687, salì al trono. A quel punto passò il titolo di Brunswick-Bevern al fratello minore Ernesto Ferdinando (1682-1746), che divenne così capo della linea di Brunswick-Bevern. I suoi figli Augusto Guglielmo e Federico Carlo Ferdinando mantennero la seconda linea fino al 1809. La linea principale di Brunswick-Wolfenbüttel si estinse con la morte del duca Guglielmo nel 1884.